# Bourisp
Bourisp – miejscowość i gmina we Francji, w regionie Oksytania, w departamencie Pireneje Wysokie.
Według danych na rok 1990 gminę zamieszkiwały 103 osoby, a gęstość zaludnienia wynosiła 54 osób/km² (wśród 3020 gmin regionu Midi-Pireneje Bourisp plasuje się na 960. miejscu pod względem liczby ludności, natomiast pod względem powierzchni na miejscu 1720.).